# فانيسا لورانس
فانيسا لورانس (بالإنجليزية: Vanessa Lawrence)‏ هي مسؤولة بريطانية، ولدت في 14 يوليو 1962.